# ان‌جی‌سی ۶۲۳
ان‌جی‌سی ۶۲۳ (انگلیسی: NGC 623) یک کهکشان بیضوی بزرگ است که در صورت فلکی سنگتراش و در فاصله حدود ۴۰۰ میلیون سال نوری از کهکشان راه شیری قرار دارد. این کهکشان در ۳۰ نوامبر ۱۸۳۷ میلادی توسط ستاره‌شناس بریتانیایی جان هرشل کشف شد.